# بوریس جردن
بوریس جردن (روسی: Борис Алексеевич Йордан؛ ۲ ژوئن ۱۹۶۶ – ) تاجر اهل ایالات متحده آمریکا بود.بوریس جردن در اوایل دهه ۱۹۹۰ میلادی با کمک به راه اندازی بازار سهام روسیه و خصوصی سازی دارایی های دولت به انتقال اقتصادی روسیه به سرمایه داری کمک کرد.از ۱۹۹۲ تا ۱۹۹۵ میلادی او تحت نظر بروس گاردنر ، كه مدیر مركز خصوصی سازی روسیه در دولت فدراسیون روسیه بود ، كار می كرد و در این زمان در خصوصی سازی ، امور مالی شرکت ها و تجارت اوراق بهادار فعالیت می کرد.وی صندوق سرمایه گذاری مستقیم (روسی: "Фонд прямых инвестиций для России")را برای روسیه ایجاد کرد بوریس جردن رئیس و مدیر عامل گروه اسپوتنیک است.او امروزه بزرگترین صندوقهای سرمایه گذاری خصوصی خارجی در روسیه را مدیریت می کند.  در حال حاضر ، گروه اسپوتنیک سرمایه گذاری های گسترده ای در بیمه روسیه (بیمه رنسانس) ، جنگلداری ، ارتباطات از راه دور و بخش های رسانه ای انجام داده است.در سال ۲۰۰۱ تا ۲۰۰۳ او مدیرعامل کانال تلویزیونی NTV روسیه  و همچنین مدیرعامل شرکت گازپروم مدیا ، یک شرکت رسانه ای تابعه از گازپروم (اکنون گازپرومبانک) بود که دارای پنج ایستگاه رادیویی محبوب بود بعداً به عنوان مدیر رسانه گازپروم روسیه و همچنین مدیر کل شبکه تلویزیونی NTV منصوب شد ، در اوایل سال ۲۰۰۳ تحت فشار سیاسی مجبور به استعفا شد